# Waseda-universiteit
De Waseda-universiteit (早稲田大学, Waseda daigaku), vaak afgekort tot Sōdai (早大, Sōdai), is een particuliere universiteit gelegen in Shinjuku, Japan. De universiteit werd opgericht in 1882 als het Tokyo Senmon Gakko (College) en in 1902 hernoemd naar "Waseda-universiteit".
Zes naoorlogse premiers van Japan zijn alumni van de universiteit: Tanzan Ishibashi (1956–1957), Noboru Takeshita (1987–1989), Toshiki Kaifu (1989–1991), Keizo Obuchi (1998–2000), Yoshiro Mori (2000–2001), en Yasuo Fukuda (2007–2008). Waseda is vooral bekend om zijn literatuurprogramma.
De universiteit is lid van de Universitas 21.

## Geschiedenis
De universiteit werd opgericht door Okuma Shigenobu, een politicus uit de Meijiperiode en voormalig premier. De universiteit begon als het 'Tokyo Senmon Gakko (College)', een college met drie departementen onder het oude Japanse systeem voor hoger onderwijs. De drie departementen waren politicologie en economie, rechtsgeleerdheid, en natuurkunde. Tegelijk met deze departementen introduceerde het college een talencursus Engels.
In 1890 werd het college uitgebreid met het departement voor literatuur. Drie jaar na de oprichting werd het departement voor natuurkunde gesloten vanwege te weinig studenten. In 1902 kreeg het college de status van universiteit en werd derhalve hernoemd naar Waseda-universiteit. Reeds voor deze naamsverandering stond het college in de volksmond al bekend als 'Waseda Gakko'. De naam Waseda kwam van het dorp Waseda, waar het huis van Okuma Shigenobu stond.
In 1903 werd het departement voor onderwijs toegevoegd aan de universiteit, gevolgd door het door het departement voor handel in 1904. In 1908 werd het departement voor wetenschap en techniek opgericht, mede als heroprichting van het oude departement voor natuurkunde.
Een groot deel van de campus ging verloren in de bombardementen op Tokio tijdens de Tweede Wereldoorlog. De universiteit was tijdens de oorlog gesloten. Na de oorlog werd de universiteit heropgebouwd en heropend in 1949.
Op 21 oktober 2007 vierde de universiteit haar 125-jarig bestaan.

## Campussen
De primaire campus van de Waseda-universiteit ligt in de wijk Nishi-Waseda van Shinjuku. Daarnaast heeft de universiteit campussen in Chūō, Nishitōkyō, Tokorozawa, Honjo en Kitakyushu.

## Sport
Het voetbalteam van de universiteit won de Emperor's Cup in 1963 en 1966.